# 711 Dywizja Piechoty (III Rzesza)
711 Dywizja Piechoty (niem. 711. Infanterie-Division) – niemiecka dywizja z czasów II wojny światowej, sformowana w Hanowerze na mocy rozkazu z 1 maja 1941, w 15. fali mobilizacyjnej, w IX Okręgu Wojskowym.

## Struktura organizacyjna
Struktura organizacyjna w maju 1941
731. i 744. pułk piechoty, 651. oddział artylerii, 711. kompania pionierów (saperów), 711. kompania łączności;
Struktura organizacyjna w listopadzie 1942
731. i 744. pułk grenadierów, 651. oddział artylerii, 711. kompania pionierów, 711. kompania przeciwpancerna, 711. kompania łączności;
Struktura organizacyjna w sierpniu 1943
731. i 744. pułk grenadierów, 651. pułk artylerii, 711. kompania pionierów, 711. kompania przeciwpancerna, 711. kompania łączności, 651. polowy batalion zapasowy;
Struktura organizacyjna w październiku 1943
731. i 744. pułk grenadierów, 651. pułk artylerii, 711. batalion pionierów, 711. kompania przeciwpancerna, 711. oddział łączności, 651. polowy batalion zapasowy;
Struktura organizacyjna w styczniu 1944
731. i 744. pułk grenadierów, 651. pułk artylerii, 711. batalion pionierów, 711. kompania przeciwpancerna, 711. oddział łączności, 711. polowy batalion zapasowy;
Struktura organizacyjna w grudniu 1944
731., 744. i 763. pułk grenadierów, 651. pułk artylerii, 711. batalion pionierów, 711. batalion fizylierów, 711. oddział przeciwpancerny, 711. oddział łączności, 1711. polowy batalion zapasowy;

## Dowódcy dywizji
- gen. mjr Dietrich von Reinersdorff – Paczensky und Tenczin 1 V 1941 – 1 IV 1942;
- gen. mjr Wilhelm Haverkamp 1 IV 1942 – 15 VII 1942;
- gen. por. Friedrich-Wilhelm Deutsch 15 VII 1942 – 15 III 1943;
- gen. por.[1] Josef Reicher 15 III 1943 – 9 V 1945;

## Szlak bojowy
Po utworzeniu umieszczona na terenie Francji jako jednostka okupacyjna. Z początkiem 1945 została przeniesiona na front Wschodni do GA "Południe". Skapitulowała 9 maja 1945 na terenie Czechosłowacji.